# Jan Linssen
Jan Linssen (Rotterdam, 19 januari 1913 – aldaar, 2 november 1995) was een Nederlands voetballer, die in de periode 1932-1953 voor Feyenoord speelde.
Hij was een van de twaalf Feyenoorders die op 27 maart 1937 met een vriendschappelijke wedstrijd met het Belgische Beerschot het nieuwe stadion De Kuip inwijdden. Gadegeslagen door 37.825 toeschouwers won de thuisclub met 5-2 in de stromende regen.
Linssen speelde 337 competitiewedstrijden voor Feyenoord en maakte hierin 91 goals. Hij speelde tijdens de Olympische Dag op 26 juni 1938 met het Nederlands voetbalelftal in een officieuze interland tegen Nederlands-Indië en scoorde een doelpunt tijdens 9-2-overwinning. Van dat team was hij de enige speler die geen officiële interland zou spelen.
Op 18 oktober 1953 speelde Linssen zijn laatste competitiewedstrijd in het eerste elftal van Feyenoord. Hij was toen 40 jaar en was daarmee lange tijd de oudste veldspeler ooit in het eerste elftal van Feyenoord, totdat Rob van Dijk dat record in 2009 van hem overnam.
Tot 1939 had hij een sigarenwinkel, daarna baatte hij een café uit.